# همایش ۲۰۱۰ زمین‌گرمای جهان

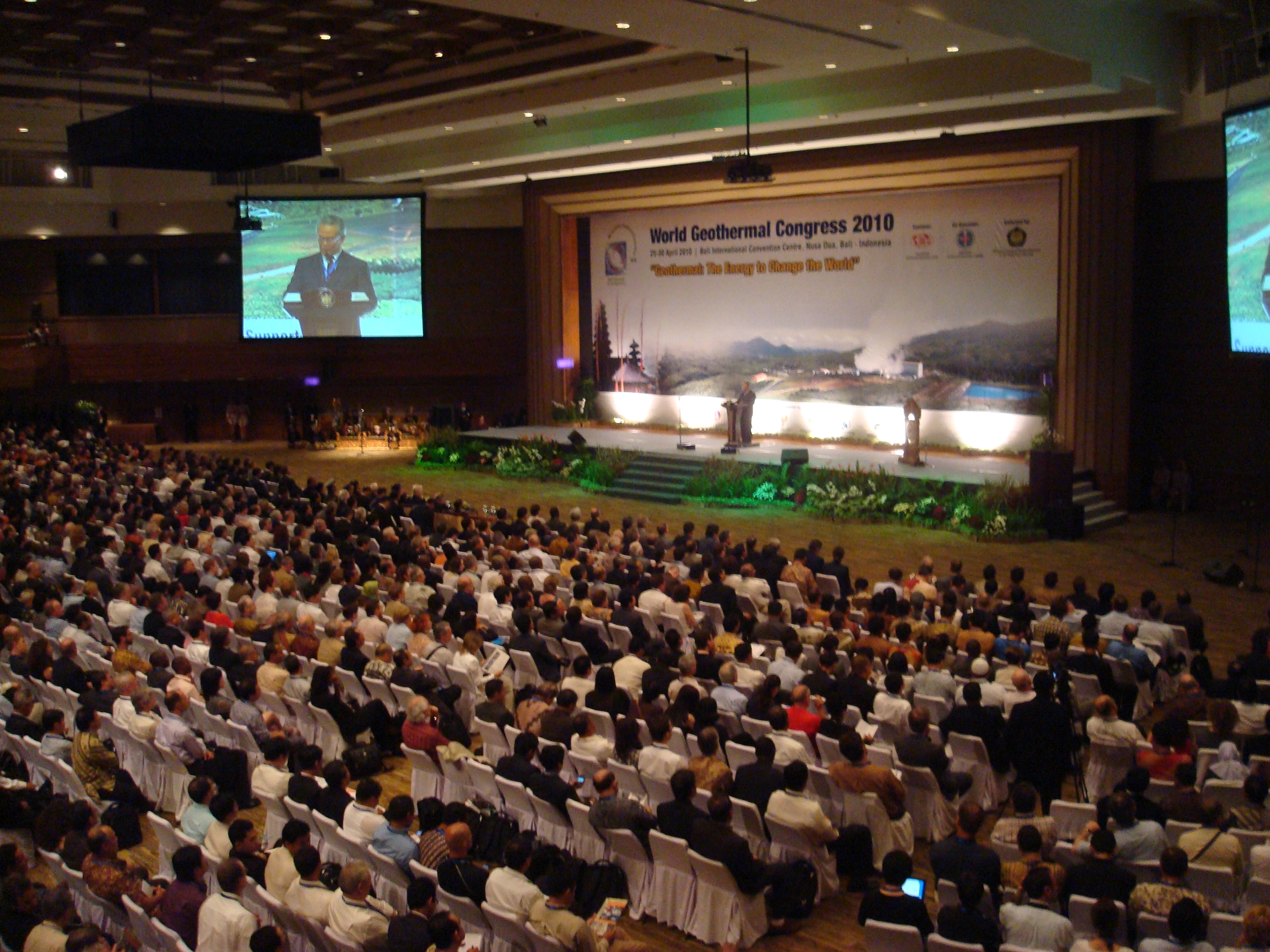
همایش ۲۰۱۰ بالی

همایش جهانی سال ۲۰۱۰ پیرامون حرارت زمین در سال ۲۰۱۰ همایش جهانی زمین گرمایی در زمان ۲۵ الی ۳۰ آوریل در کنفرانس بالی واقع در کشور اندونزی برگزار شد. این بزرگترین کنفرانس انرژی زمین گرمایی جهان نامیده شد.

## تاریخچه
همایش زمین گرمایی- هر پنج سال توسط انجمن بین‌المللی ژئوترمال (زمین گرمایی) سازماندهی می‌شود. سه کنفرانس گذشته در فلورانس – ایتالیا.. موریکا- ژاپن.. و آنتالیا- ترکیه برگزار شد.

## کنفرانس بالی
شرکت کنندگان از ۸۰ کشور در مورد راه‌های بهتر جهت افزایش انرژی زمین گرمایی به عنوان منبع انرژی سازگار با محیط زیست که می‌تواند با هزینهٔ کمتر در آینده ذخیره شود، بحث می‌کردند. جلسه توسط رئیس جمهور اندونزی سوسیلو بامبانگ یودهویونو در هتل وستین بالی افتتاح گردید. این افتتاحیه با امضای ۱۲ قرارداد مربوط به زمین گرمایی در حدود ۵ میلیارد دلار مشخص شده بود. در میان قراردادها توافق‌هایی بین شرکت‌های دولت اندونزی که شاخهٔ تجاری زمین گرمایی شرکت نفت و گاز محسوب می‌شد – جهت توسعهٔ چهار نیروگاه زمین گرمایی در سولاوسی و سوماترا انجام شد. در طول مراسم افتتاحیه همایش با بیش از ۲۰۰۰ نفر شرکت کننده به این نتیجه رسید که بیانیهٔ بالی را که حاوی انرژی زمین گرمایی جهت تغییر جهان بود را امضا کنند.